# Goigs

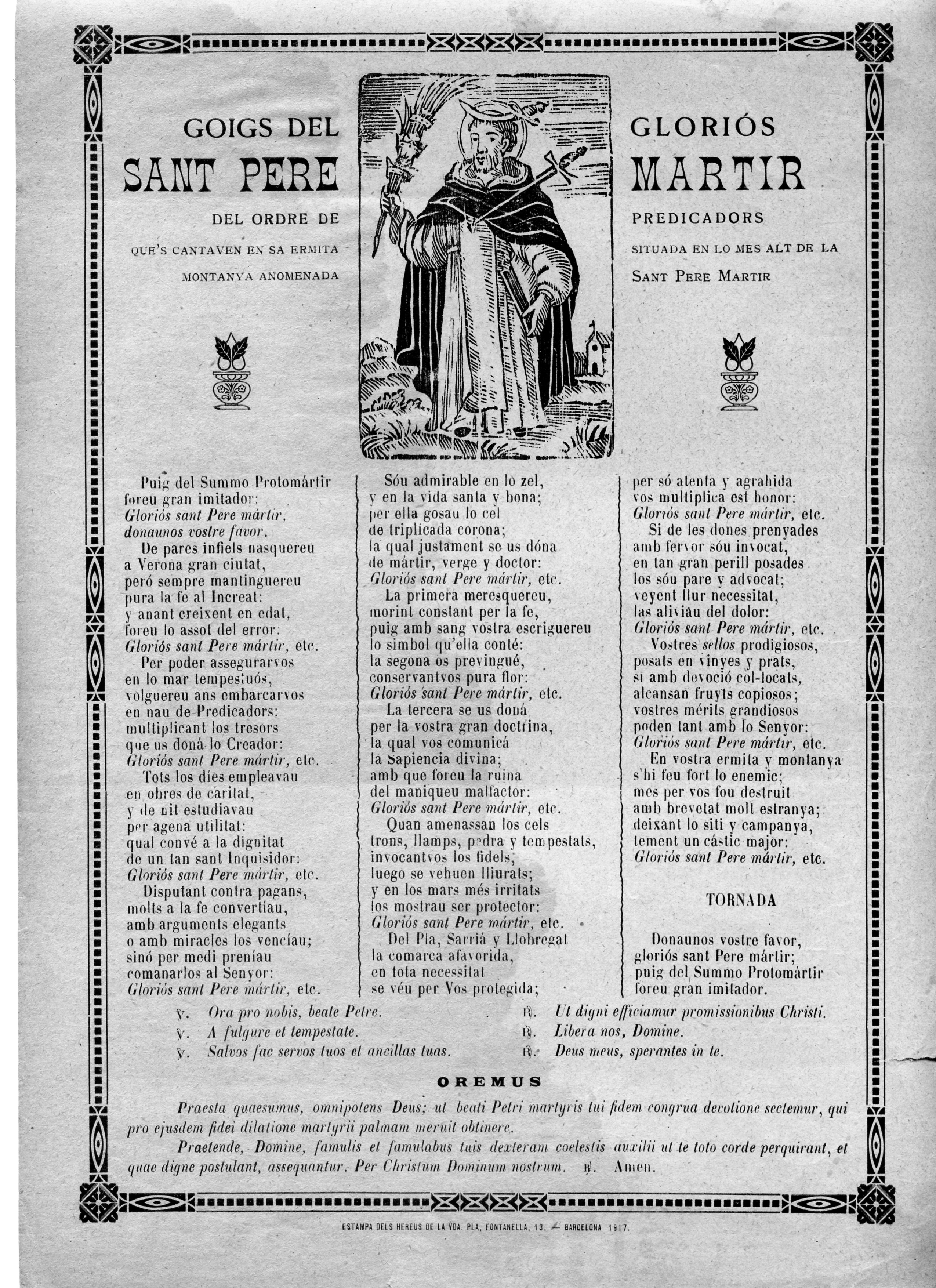
Goigs de Saint Pierre Martyr, 1917.

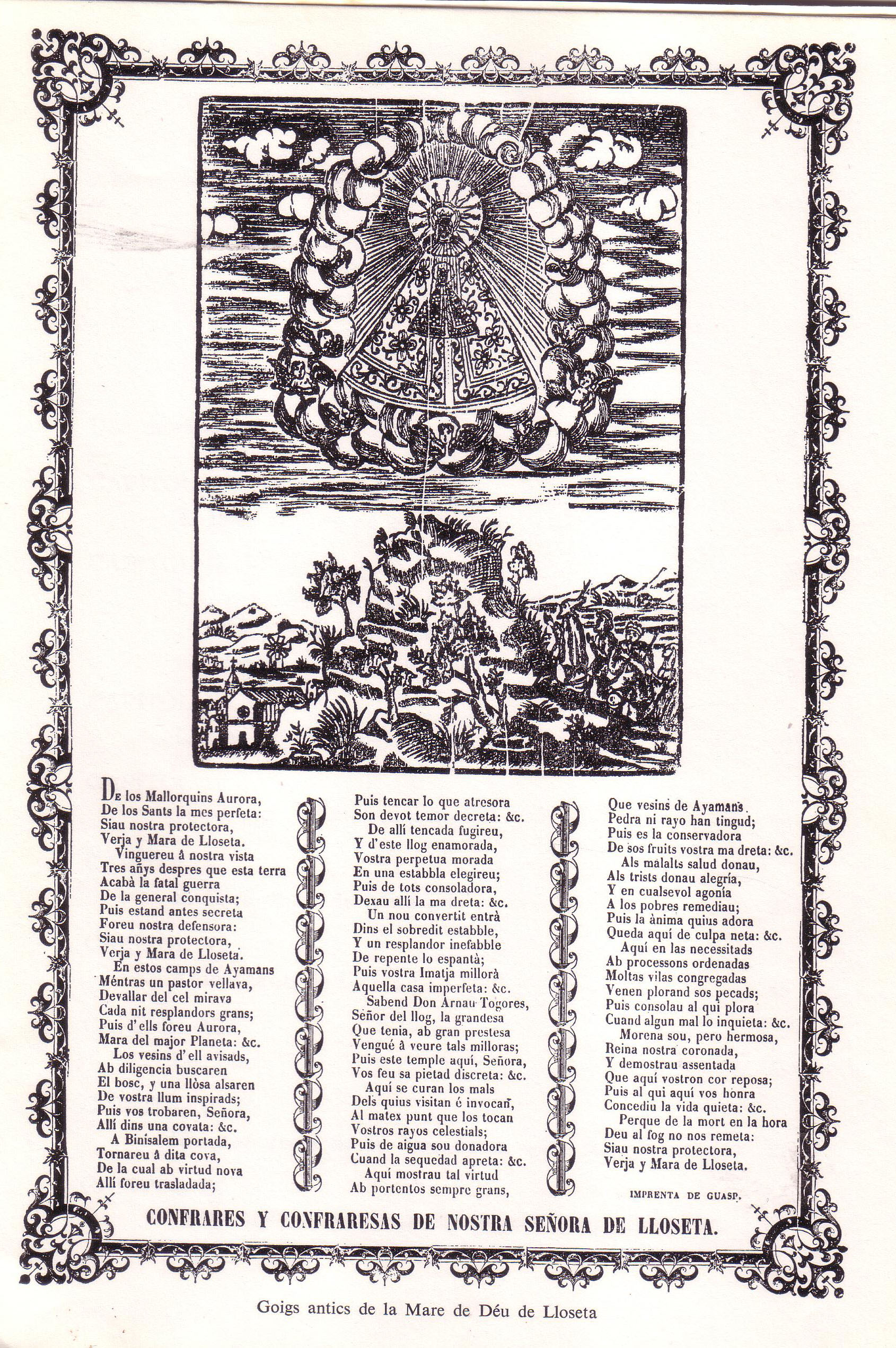
Goig de la Mare de Déu de Lloseta

Les goigs sont, dans les pays catalans, des compositions poétiques populaires en l'honneur de la Vierge ou de saints, imprimées sur des feuilles souvent illustrées. En catalan, langue d’origine, on emploie toujours le mot (masculin) au pluriel, même lorsqu’il ne concerne qu’une seule œuvre, car à l’origine il s’agit de célébrer « les » sept joies de la Vierge. Les goigs sont chantés lors des cérémonies religieuses, processions, fêtes votives, pèlerinages.

## Description
Les goigs (gozos en castillan) sont des cantiques écrits ou imprimés sur une feuille volante portant gravée l’image de la Vierge ou d’un saint protecteur, avec un encadrement et quelques ornements typographiques. Le mot « goig » qui provient du latin « gaudium » signifiant « joie » ou « plaisir », est encore employé dans certaines expressions idiomatiques de la langue catalane moderne. Sans doute issues quant à l’aspect religieux, de l’hymnologie populaire médiévale, et, en ce qui concerne la versification, de la poésie des troubadours, ces compositions poétiques et religieuses en l’honneur de la Vierge et des saints, destinées au chant, avaient déjà fait leur apparition au XIIIe siècle. Les traces matérielles des goigs diminuent rapidement à mesure que l’on remonte dans le temps : encore présents au XVIIe siècle, les imprimés deviennent très rares en deçà de cette période. D’après le bibliographe Antonio Palau y Dulcet, l’un des plus anciens exemplaires connus (conservé dans les archives diocésaines de Tarragone) daterait de 1528, et nous pouvons avoir la certitude que les premières éditions remontent au XVe siècle, mais on ne connaît aucun exemplaire incunable. Datant de ces temps primitifs, il existe des goigs manuscrits sur parchemin avec des lettres ornées. Récits des vies des saints, tout en étant supplications pour l’heure de la mort et du passage de l’âme au paradis, ils sont insérés dans certains offices latins de l’Église, convoqués à l’universel de la prière et leur énonciation demande l’implication du corps social. Ils ont également une valeur propitiatoire : souvent rattachés à un lieu précis (le village, le hameau, le mas, voire la maisonnée) ils sont invoqués comme autant de « recettes » pour guérir les malades, faire pleuvoir sur les cultures et garantir de bonnes récoltes, éloigner de l’étable et de la bergerie les esprits malfaisants, donner à tous et à toutbonheur et prospérité. « De retour de l’église ou de l’ermitage, la feuille vénérée du goig est accrochée aux pieds du crucifix, pour éloigner avec lui de la maisonnée les tracasseries de l’esprit du mal » (Chanoine Paul Montagné).
Ainsi, en se matérialisant, les goigs deviennent objet de dévotion : ils vont comporter une dimension intime, « domestique » liée à leur appropriation par le culte familial. Outre leur valeur liturgique, les goigs peuvent donner lieu à des concessions d’indulgences : la mention se trouvera généralement spécifiée en bas du feuillet, et la concession s’étendra à tous ceux qui « liront ou feront lire, chanteront ou feront chanter les goigs dans quelque partie du texte ». Un grand nombre de goigs sont dédiés à une relique ou une image miraculeuse abritée dans un sanctuaire particulier, et tout spécialement à la Vierge (« la Mare de Déu »), honorée sous ses multiples invocations. Ils étaient chantés certains jours de la semaine, souvent les samedis, lors de certaines festivités, pour la veillée pascale, par exemple, ou en temps de carême. On y trouve parfois la mention des noms de confréries à l’initiative desquelles ils ont été composés, l’air ou la musique sur lesquels on doit les interpréter. 
La structure habituelle des goigs est la suivante : un premier quatrain comprenant l’introduction dans les deux premiers vers, et le refrain : « tornada » ou « rescobla » dans les deux derniers. Viennent ensuite les « cobles » ou strophes constituées par trois groupes de deux vers. Le chant se termine sur un dernier quatrain qui répète une dernière fois la « tornada ». La mélodie s’étend sur une « cobla » (groupe de deux vers) ;  le premier vers portant la demande mélodique, et le second la réponse. La mélodie de la « tornada » est souvent la même que celle de la « cobla », seulement, dans les deux premiers vers du quatrain initial et du quatrain final, ainsi que dans les deux derniers vers des strophes, la mélodie donne une cadence non conclusive qui demande l’arrivée ou le retour de la « tornada ». Celle-ci sera ensuite reprise en chœur par toute l’assistance (d’après l’abbé François Millasseau  La musique des goigs). Ces mélodies, qui tiennent autant de la chanson populaire des troubadours que du cantique d’église, empruntent cependant à la psalmodie sacrée leur touche de gravité, de ferveur et de retenue.
La médiathèque de Montpellier possède une collection importante de ces imageries populaires, léguée à la ville de Montpellier en 1884 en même temps que sa bibliothèque, par le vicomte Charles de Vallat (1816-1884), diplomate, consul général à Barcelone, grand connaisseur de l’histoire et des civilisations de l’Espagne. Elle est absolument unique en France, et ne se distingue pas seulement par le nombre (plus de 8 000 pièces en comptant les « gozos »), mais aussi par sa variété : elle couvre sous beaucoup d’aspects tous les domaines de la vie religieuse du peuple catalan : on peut parler à son propos de véritable « imagier populaire », puisqu’elle contient en plus des goigs et gozos qui en constituent cependant l’essentiel, de magnifiques images xylographiées à pleine page. La Bibliothèque universitaire de Perpignan conserve une collection de goigs roussillonnais issue des archives de Charles Grando et Edmond Brazès : l'ensemble est en ligne sur la bibliothèque numérique patrimoniale Estudi.

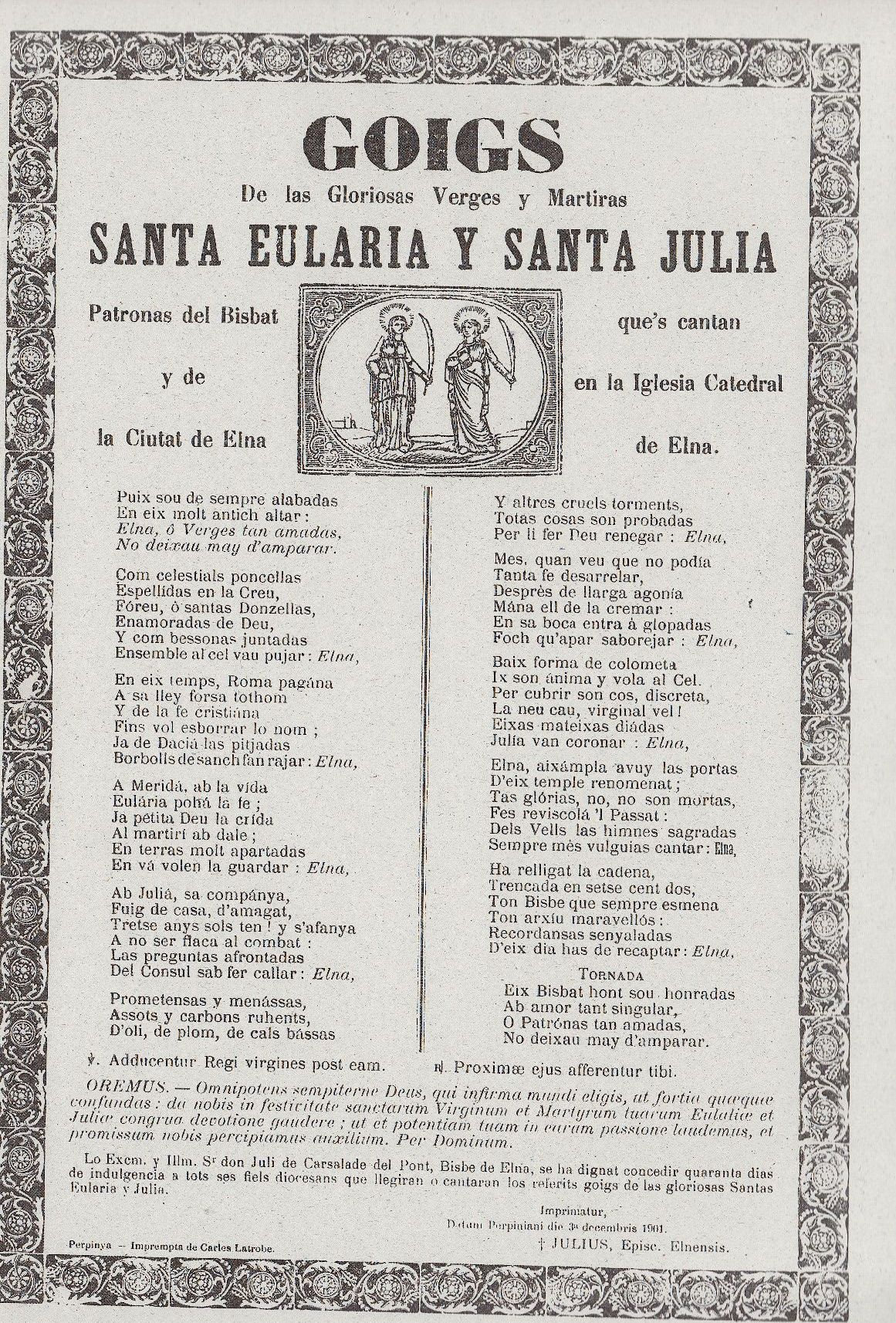
Sainte-Eulalie-et-Sainte-Julie d'Elne
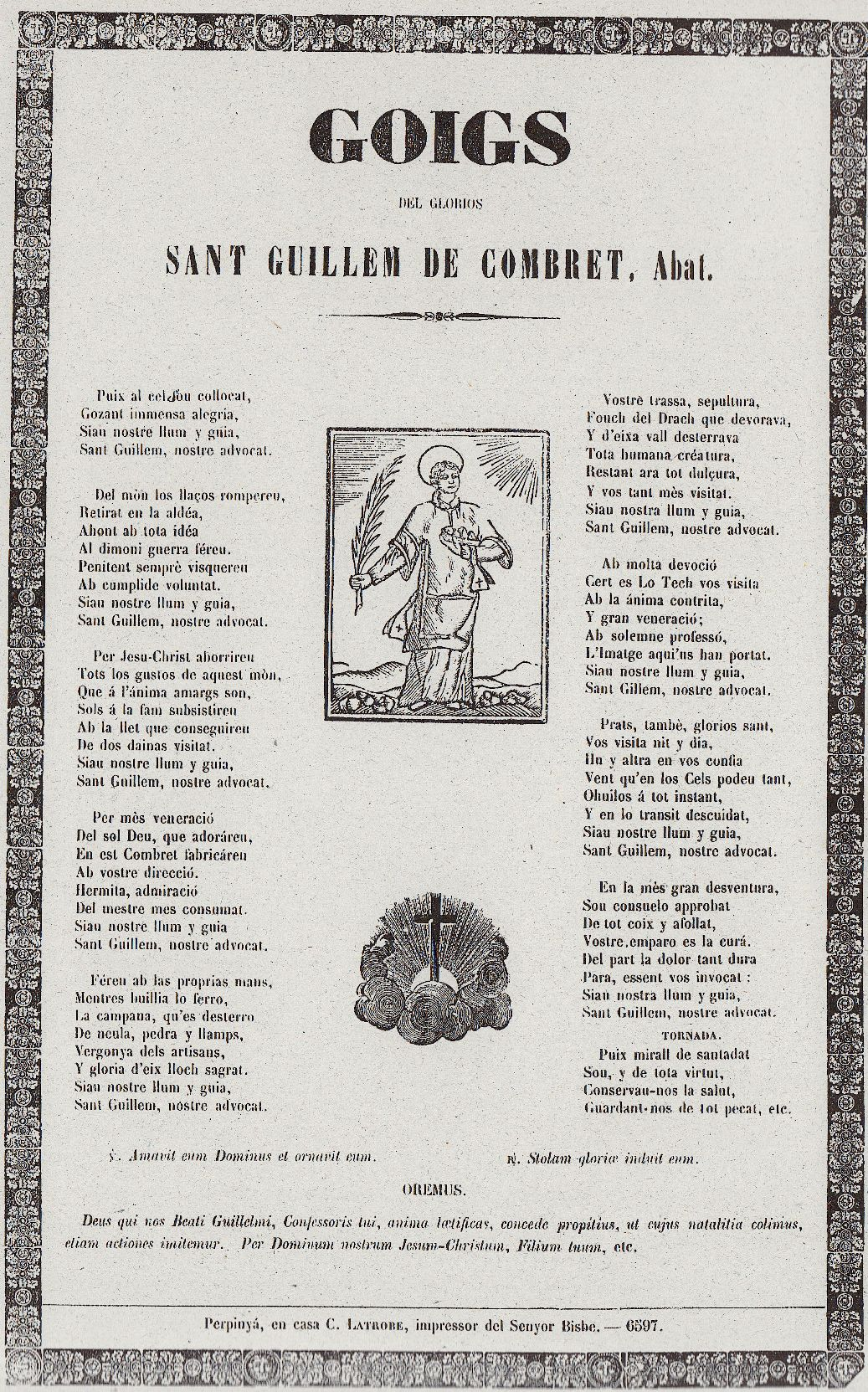
Saint-Guillem de Combret
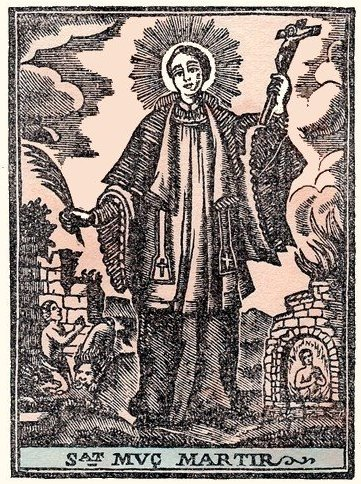
Sant Muç
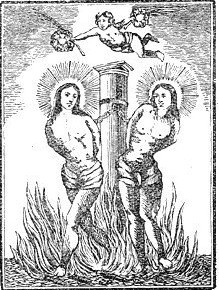
Sants Llucià i Marcià
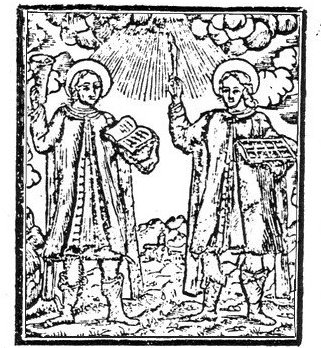
Sant Sixt i sant Hou
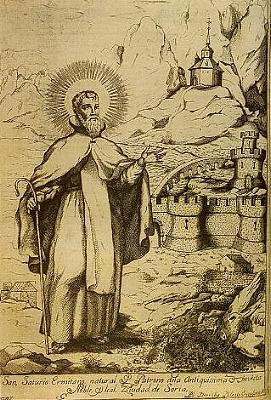
Sant Saturio de Soria
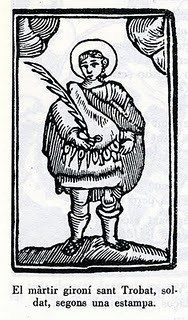
Sant Trobat

Généralement les goigs sont de format in-quarto, et pour un petit nombre, in-folio. Les strophes sont disposées sur deux ou trois colonnes séparées par des filets typographiques. Une illustration flanquée de part et d’autre de deux motifs ornementaux, le plus souvent une xylographie (beaucoup plus rarement une eau-forte) s’intercale au milieu de l’adresse de l’invocation, en haut du feuillet ; tout en bas figure la mention de l’imprimeur avec la date d’impression quand elle est indiquée. Enfin, une frise typographique encadre l’ensemble.
Les illustrateurs qui signent ce type de compositions ne sont pas très nombreux. Au milieu  d’une multitude d’exemplaires anonymes, on peut citer les noms de Cabanach, Deberny, Guasp, Pauner, Noguera, Tarrago, Taulo, Torner… Dans l’œuvre de ces obscurs graveurs sur bois, on rencontre parfois, en dépit de l’imperfection de la technique et de la naïveté du sujet, de véritables trouvailles d’interprétation. Les auteurs des textes sont encore moins connus, anonymes pour la plupart. Très rarement, un nom, celui du père Jacint Verdaguer (1845-1902) par exemple, apparaît en lettres capitales.
En résumé, pour conclure ce rapide aperçu de l’histoire des goigs, il faut bien remarquer que malgré leur multiplication au cours du XIXe siècle, ce qui d’après certains amateurs a vulgarisé quelque peu leur tenue poétique et musicale, leur popularité contribue à en faire l’expression authentique des sentiments vitaux de l’âme paysanne catalane.

## En Sardaigne
En Sardaigne il y a des chansons traditionnelles telles que "Goig" dans le nord de l'île sont appelés «Gosos» (comme l'espagnol «Gozo»), et au sud «Goggius» ou «Coggius» proche du catalan, dans certains pays, dans la région de Nuoro sont appelés «cobla» (ce qui signifie chanson en catalan).
Les textes sont en logoudorien, campidanien, sassarais, gallurais et alguérois